# Steinhaus (Oberösterreich)
Steinhaus ist eine Marktgemeinde in Oberösterreich im Bezirk Wels-Land im Traunviertel mit 2751 Einwohnern (Stand 1. Jänner 2024).

## Geografie
Steinhaus liegt auf 378 m Höhe im Traunviertel. Die Ausdehnung beträgt von Nord nach Süd 7,5 km und von West nach Ost 6,1 km. Durch Steinhaus fließt der Aiterbach. 9,2 % des Gemeindegebietes sind bewaldet und 81,1 % der Fläche landwirtschaftlich genutzt.
Steinhaus hat einen 4,57-%-Flächenanteil am Natura 2000 Schutzgebiet Untere Traun, in dem auch das Kraftwerk Traunleiten liegt und mit Bescheid der Naturschutzbehörde vom März 2016 neu errichtet werden darf.

### Gemeindegliederung
Die 6 Ortschaften sind (in Klammern Einwohnerzahl Stand 1. Jänner 2024):
- Oberhart (114, auch Gem. Sattledt)
- Oberschauersberg  ∗ (571)
- Steinhaus (1398, Hauptort)
- Taxlberg (168, auch Gem. Steinerkirchen)
- Traunleiten (346)
- Unterhart (154, auch Gem. Sattledt)

∗ Schauersberg und Unterschauersberg gehören zu Thalheim 
Katastralgemeinden sind Oberschauersberg und Steinhaus.
Der einzige Zählsprengel Steinhaus umfasst die gesamte Gemeinde.
Die Gemeinde Steinhaus gehört zum Wahlkreis 3, dem Hausruckviertel. Die Gemeinde gehört zum Gerichtsbezirk Wels.

### Nachbargemeinden
| Gunskirchen                           | Wels (Std.)                                 | Thalheim bei Wels |
|                                       | Kompassrose, die auf Nachbargemeinden zeigt | Sipbachzell       |
| Fischlham Steinerkirchen an der Traun |                                             | Sattledt          |

## Geschichte
Der Ort wird erstmals im Kremsmünsterer Codex Fridericianus (entstanden zwischen 1274 und 1325) als Filialkirche der Stiftspfarre Thalheim urkundlich genannt.
Ursprünglich im Ostteil des Herzogtums Bayern liegend, gehörte der Ort seit dem 12. Jahrhundert zum Herzogtum Österreich. Seit 1490 wird er dem Fürstentum Österreich ob der Enns zugerechnet.
Während der Napoleonischen Kriege war der Ort mehrfach besetzt.
Seit 1918 gehört der Ort zum Bundesland Oberösterreich. Nach dem Anschluss Österreichs an das Deutsche Reich am 13. März 1938 gehörte der Ort zum Gau Oberdonau. 1945 erfolgte die Wiederherstellung Oberösterreichs.
Im Jahr 2024 wurde Steinhaus zur Marktgemeinde erhoben. Daraufhin fand am 26. April 2025 ein Fest zur Markterhebung und zu 150 Jahren Gemeinde Steinhaus statt.

### Einwohnerentwicklung
1991 hatte die Gemeinde laut Volkszählung 1734 Einwohner, 2001 dann 1801 Einwohner.

## Kultur und Sehenswürdigkeiten
- Pfarrkirche Steinhaus mit Friedhof: Die heutige Kirche wurde im Jahr 1683 errichtet. Der barocke Hochaltar von 1693 trägt Statuen von Johann Baptist Carlperger. 1793 erfolgte der Ausbau des Westturms mit Zwiebelhelm.
- Filialkirche Taxlberg: spätgotischer einfacher Quaderbau; einschiffiges, dreijochiges Langhaus mit Netzrippengewölbe, Kreuzrippengewölbe im Chor. Der holzgedeckte offene Vorbau vor dem spätgotischen Westtor mit eisernen Beschlägen wurde vermutlich früher zur Segnung von Haustieren verwendet.
- Schloss Steinhaus: Burg der Polhaimer spätestens aus dem 13. Jahrhundert, 1766 nach Brand als Landschloss wiederaufgebaut. Privatbesitz.
- Kriegerdenkmal an der westlichen Schlossparkmauer
- Antonius-Denkmal beim Schloss Steinhaus

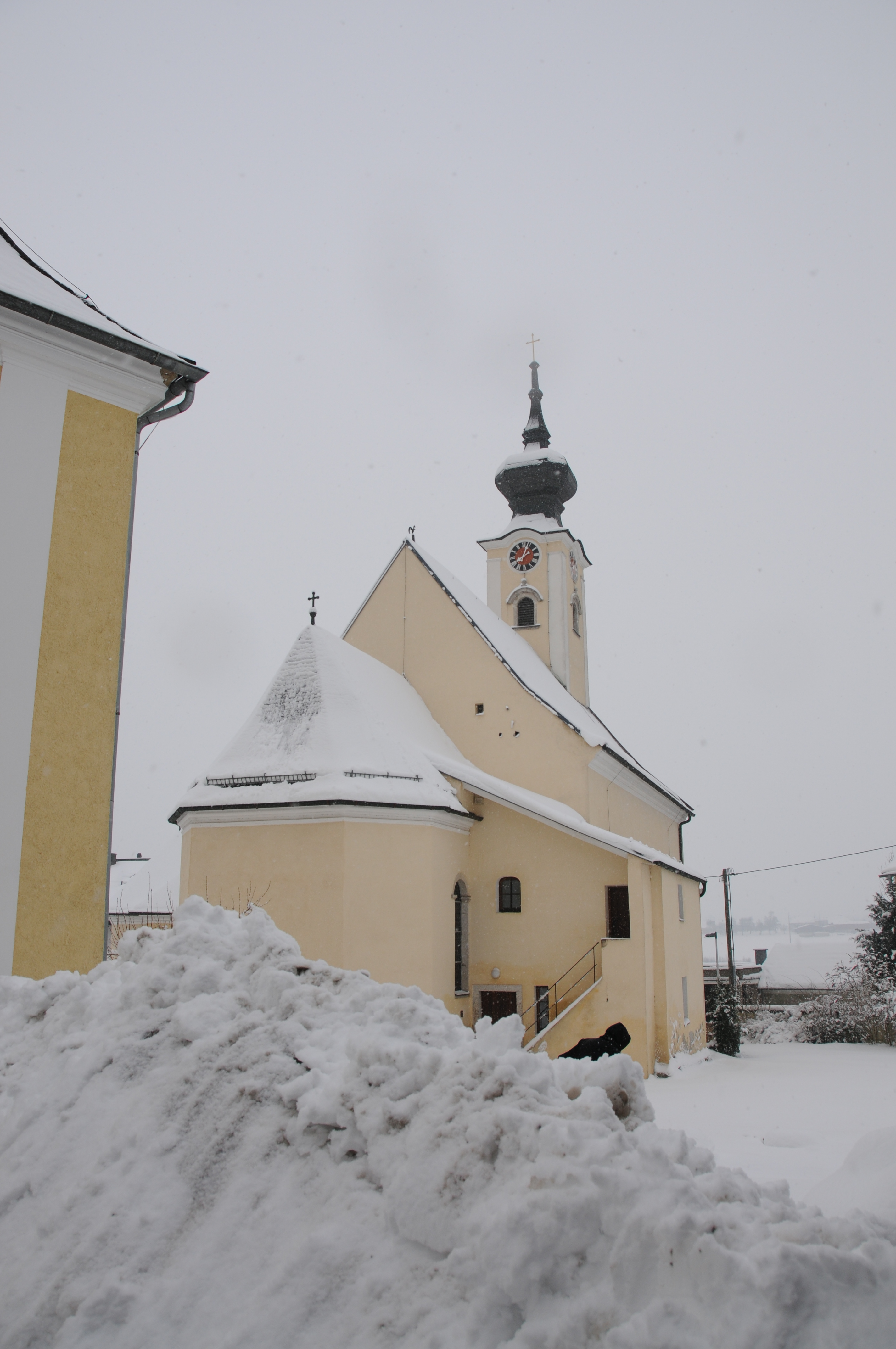
Pfarrkirche Steinhaus
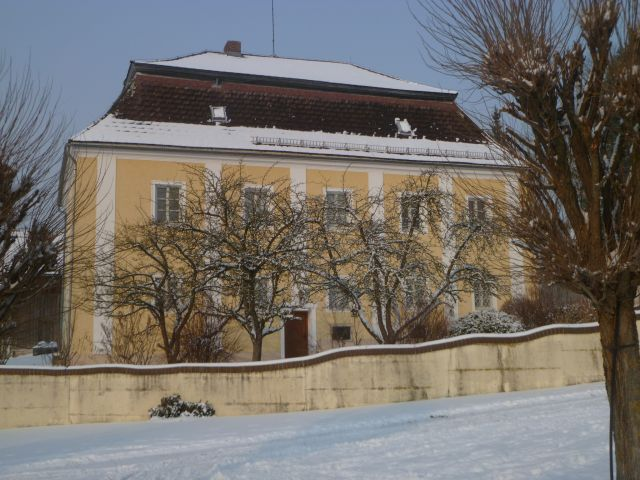
Pfarrhof Steinhaus
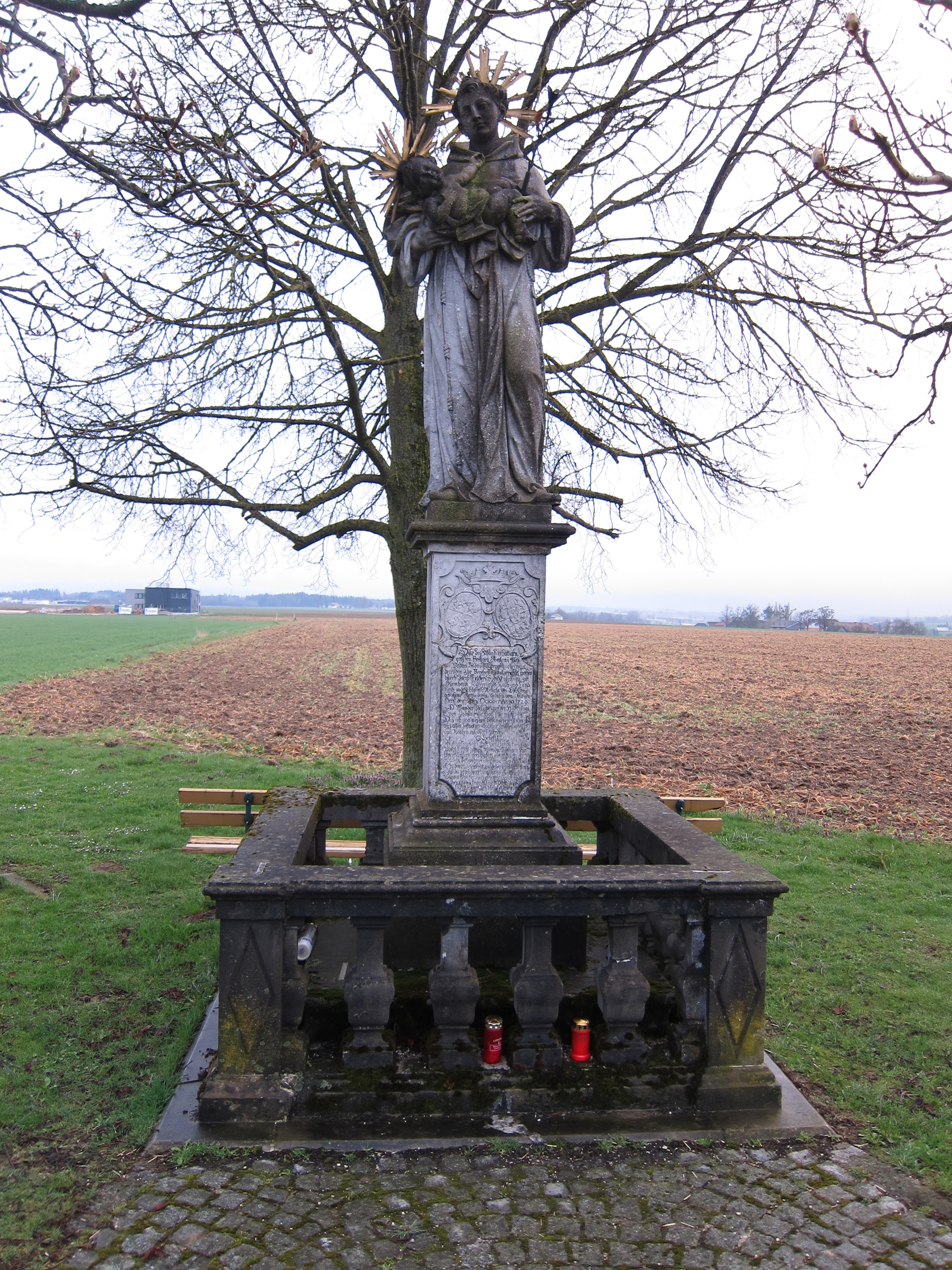
Antonius-Denkmal beim Schloss Steinhaus

## Wirtschaft und Infrastruktur

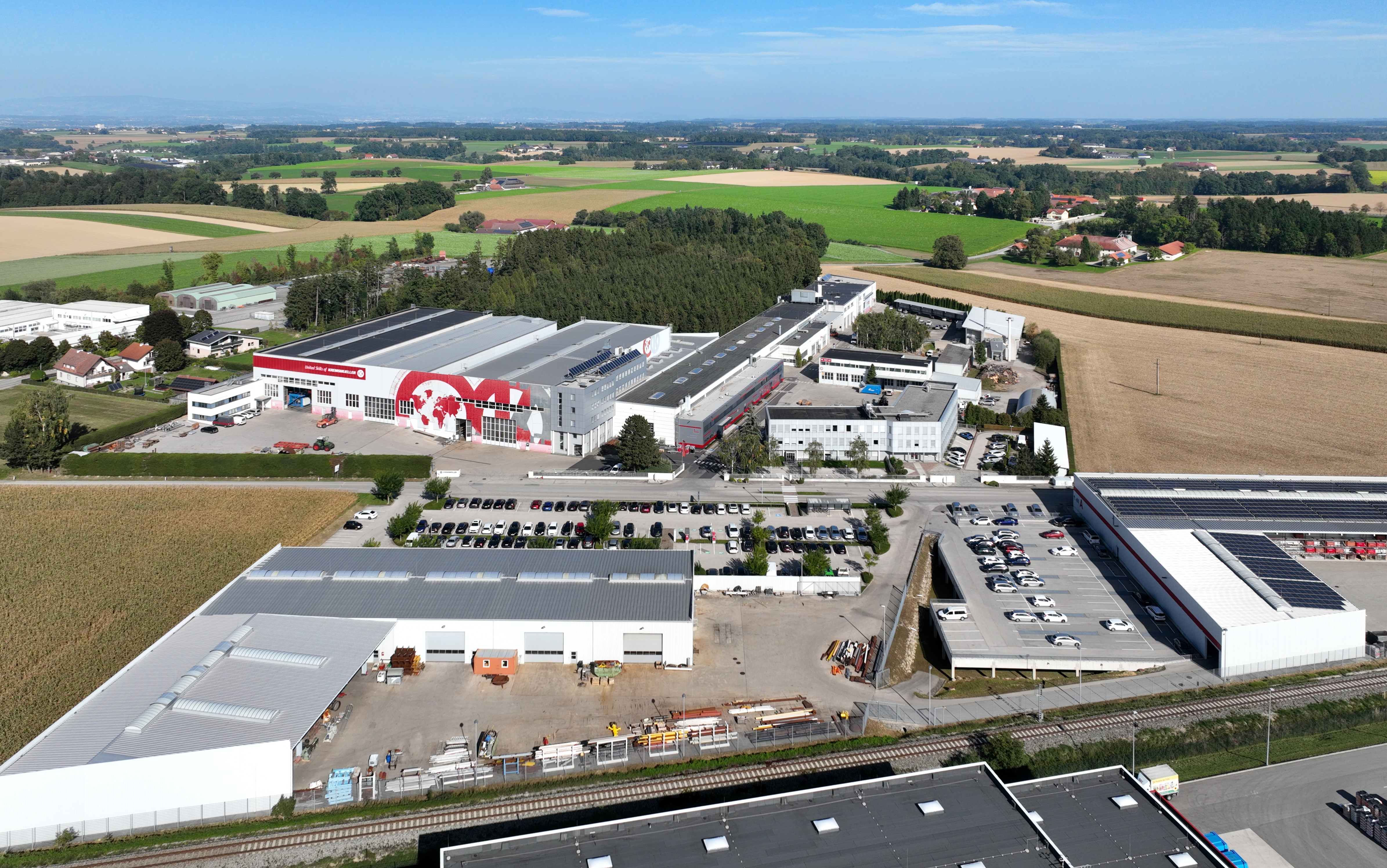
Zentrale der Fa. Kremsmüller

### Ansässige Unternehmen
- Das Industrieanlagenbauunternehmen Kremsmüller hat seinen Sitz in Steinhaus.
- Das Ausleitungskraftwerk Traunleiten des E-Werks Wels (EWW, Wels Strom) liegt rechts der Traun in Steinhaus. Erstmals 1899/1900 errichtet wurde es beginnend mit Herbst 2017 abgerissen und wird bis voraussichtlich November 2019 100 m weiter und einige Meter tiefer neu errichtet sein. Der Ausleitungskanal ab dem Welser Wehr wird teilweise verbreitert, die Energieproduktion soll mit 90 GWh im Regeljahr fast verdoppelt werden.

## Politik

### Gemeinderat
Der Gemeinderat hat 19 Mitglieder.
- Mit den Gemeinderats- und Bürgermeisterwahlen in Oberösterreich 2003 hatte der Gemeinderat folgende Verteilung: 7 ÖVP, 7 FPÖ, 4 SPÖ und 1 GRÜNE.
- Mit den Gemeinderats- und Bürgermeisterwahlen in Oberösterreich 2009 hatte der Gemeinderat folgende Verteilung: 9 FPÖ, 6 ÖVP, 3 SPÖ und 1 GRÜNE.
- Mit den Gemeinderats- und Bürgermeisterwahlen in Oberösterreich 2015 hatte der Gemeinderat folgende Verteilung: 10 FPÖ, 6 ÖVP, 2 SPÖ und 1 GRÜNE.
- Mit den Gemeinderats- und Bürgermeisterwahlen in Oberösterreich 2021 hat der Gemeinderat folgende Verteilung: 9 FPÖ, 7 ÖVP, 2 SPÖ und 1 GRÜNE.[7][8]

### Bürgermeister
- 1945–1961 Johann Winetzhammer senior (ÖVP)
- 1961–1979 Alois Renoltner (ÖVP)
- 1979–2003 Lambert Haimbuchner (FPÖ)
- seit 2003 Harald Piritsch (FPÖ)

### Wappen
Offizielle Beschreibung des Gemeindewappens:
Erniedrigt geteilt von Blau und Grün; unten ein silberner Wellenbalken, darüber ein silbernes Haus mit goldenem Dach.
Die Gemeindefarben sind Blau-Weiß-Schwarz.
Mit dem steinernen Haus stellt das Wappen redend den Ortsnamen dar. Das Wellenband steht für die Traun, die im Nordwesten die Gemeindegrenze bildet. Die grüne Farbe im Schildfuß verweist auf den landwirtschaftlichen Charakter der Gemeinde mit einem hohen Anteil an Acker- und Grünland.

## Persönlichkeiten
- Peter Freiherr Pirquet von Cesenatico (1781–1861), k.k. Offizier, Ritter des Militär-Maria-Theresien-Ordens, begraben in Steinhaus
- Anton Freiherr Hye von Gluneck (1807–1894), Jurist und Politiker, begraben in Steinhaus
- Anton Freiherr von Eiselsberg (1860–1939), Mediziner und Chirurg von internationalem Rang, geboren und begraben in Steinhaus
- Josef Schwediauer (1868–1930), Mühlenbesitzer, Bürgermeister und Abgeordneter zum Landtag
- Johann Winetzhammer junior (1925–1986), Politiker (ÖVP)
- Lambert Haimbuchner (* 1941), Bürgermeister und Abgeordneter zum Landtag
- Manfred Haimbuchner (* 1978), Politiker (FPÖ)